# ما راه پایین را می‌رویم
«ما راه پایین را می‌رویم» (به انگلیسی: Way down we go) ترانه‌ای از گروه راک ایسلندی کالیو است که به عنوان دومین تک‌آهنگ برای اولین آلبوم استودیویی‌شان A/B توسط الکترا رکوردز و آتلانتیک رکوردز منتشر شد.